# Batillipes roscoffensis
Batillipes roscoffensis är en djurart som tillhör fylumet trögkrypare, och som beskrevs av Kristensen 1978. Batillipes roscoffensis ingår i släktet Batillipes och familjen Batillipedidae. Inga underarter finns listade i Catalogue of Life.